# 蒙古征服吐蕃
蒙古征服吐蕃是指13世纪以来蒙古对于吐蕃（今西藏）地区的入侵。蒙古帝国最早與吐蕃的交往，根據西藏歷史説法是蒙古入侵西夏以後。當時古鲁格·多爾濟汗派手下尼魯呼那顏到柴達木盆地商量投降，但多数学者認為不是事實。首次真正入侵是1240年多達那波以3000人入侵造成500吐蕃人死亡。之後吐蕃投降成為蒙古帝国一部分。元朝建立后吐蕃地区成为宣政院辖地。
1246年，應窩闊台之子闊端的邀請，藏傳佛教薩迦派首領薩迦·班智達·貢噶堅贊攜其十歲的侄子八思巴和六歲的侄子恰那多傑到達甘肅涼州（今甘肅武威）。1247年，貢噶堅贊與闊端會晤，商討吐蕃的歸屬事宜。隨後，薩迦班智達寫《薩迦班智達貢噶堅贊致烏思藏善知識大德及諸施主的信》，勸說吐蕃政教首領無條件歸屬蒙古皇室。

## 過程

### 首次接觸
元太宗八年（1236年），蒙古大军在今文县地区与金朝的战斗中首先接触到了藏族。

### 歸屬蒙古
蒙古王子闊端，是窩闊台的兒子和貴由的弟弟，在元太宗十二年（1240年）被委派入侵吐蕃（目的是制服南宋）。當時蒙古屠殺了直贡的一些僧人和平民，烧毁了直贡寺。蒙古人希望找到一個單一的君主來投降，但卻發現西藏各地宗教和政治上的分歧，沒有一個中央政府。於是找來勢力最大的法主萨迦·班智达到凉州谈判。阔端在见识到萨迦.班智达强大的个人魅力和雄辩能力以及医学技巧之后，对藏传佛教产生了浓厚的兴趣。并极力劝说班智达留在凉州，凉州会盟促成了西藏的主要宗教领袖与蒙古君主以后的布施关系。

## 结果
蒙古人于是在西藏驻军、普查人口、设立驿站，在元朝中央設以八思巴为首的宣政院和派親王出镇，一直到元末帕竹政权成立為止。

## 後續
明崇禎十四年（1641年），蒙古和硕特部首领顾实汗發兵攻打西藏藏巴汗政权，并于次年（1642年）再次降服前後藏，建立和硕特汗国。清康熙五十五年（1716年），蒙古准噶尔汗国派兵入侵西藏，次年（1717年）攻入拉萨，杀死了和硕特汗国末任可汗拉藏汗，和硕特汗国灭亡。西藏遂为准噶尔汗国所统治，直到三年后（1720年）准噶尔军被清朝军队驱除出西藏，清朝遂征服并统治西藏。